# Deutscher Architekturpreis
Der Deutsche Architekturpreis wird seit 1971 alle zwei Jahre ausgelobt. Der Preis wurde im Jahr 1971 von der Ruhrgas AG unter der Bezeichnung „Ruhrgas Architekturpreis“ gestiftet und vom Karl Krämer Verlag Stuttgart als Mit-Initiator organisiert und durchgeführt. Mit der Übernahme der Schirmherrschaft durch die Bundesarchitektenkammer e. V. im Jahr 1977 wurde der Name in „Deutscher Architekturpreis“ geändert und der Preis produktunabhängig ausgelobt. Seit 2011 sind das Bundesministerium für Verkehr, Bau und Stadtentwicklung und die Bundesarchitektenkammer e. V. Auslober des Deutschen Architekturpreises. Die E.ON Ruhrgas AG agiert inzwischen nicht mehr als Hauptsponsor.

## Geschichte
Mit dem Deutschen Architekturpreis soll ein für die Entwicklung des Bauens in unserer Zeit beispielhaftes Gebäude prämiert werden, das sich durch seine innovative und qualitätvolle Architektur auszeichnet, zur Gestaltung des öffentlichen Raums beiträgt und vorbildlich ist in der Rücksichtnahme auf Probleme der Umwelt, der Nachhaltigkeit und der Energieeffizienz.
Zugelassen zur Teilnahme am Deutschen Architekturpreis sind Arbeiten auf dem Gebiet der Architektur und des Städtebaus sowie Arbeiten zur Sanierung und Erhaltung historischer Bausubstanz, die in Deutschland fertiggestellt wurden. Die Gesamtpreissumme beträgt 60.000 Euro. Der Preis selbst ist mit 30.000 Euro dotiert. Verliehen werden außerdem Auszeichnungen und Anerkennungen zum Deutschen Architekturpreis. Dafür stehen weitere 30.000 Euro zur Verfügung. Ausgezeichnet werden die Bauherren mit einer Urkunde, die Architekten und Architektinnen mit einer Urkunde und dem Geldpreis.

## Preisträger
- 1971: Wolf Irion: Wohnbebauung Lauchhau, Stuttgart
- 1973: Kammerer & Belz: Erweiterung der Commerzbank, Stuttgart
- 1975: Paul-Ludwig Dolmetsch und Wilhelm Haug: Hallenbad und Sporthalle, Metzingen
- 1977: Behnisch & Partner: Alten- und Pflegeheim, Reutlingen
- 1979: Doris und Ralph Thut: Wohnhaus für 6 Familien, München-Perlach
- 1981: Joachim und Margot Schürmann: Quartier um Groß St. Martin, Köln
- 1983: Hans Hollein: Städtisches Museum Abteiberg, Mönchengladbach
- 1985: Peter C. von Seidlein, Horst Fischer, Claus Winkler, Edwin Effinger: Süddeutscher Verlag, Zeitungsdruckerei, München
- 1987: Gerd Fesel und Peter Bayerer: Produktionstechnisches Zentrum, Berlin
- 1989: Auer + Weber: Landratsamt, Starnberg
- 1991: Joachim und Margot Schürmann: Postamt Köln 3, Köln
- 1993: Behnisch & Partner: Plenarsaal des damaligen Deutschen Bundestages, Bonn
- 1995: Kiessler + Partner: Wissenschaftspark Gelsenkirchen
- 1997: Allmann Sattler Wappner: Samuel-von-Pufendorf-Gymnasium, Flöha
- 1999: Daniel Libeskind: Jüdisches Museum Berlin
- 2001: Auer + Weber + Partner: Umbau des Ruhrfestspielhauses, Recklinghausen
- 2003: Axel Schultes, Charlotte Frank, Christoph Witt: Bundeskanzleramt, Berlin
- 2005: Zaha Hadid: BMW Zentralgebäude, Werk Leipzig
- 2007: Fink + Jocher: Studentenwohnheim auf dem Campus Garching der TU München
- 2009: nicht verliehen
- 2011: David Chipperfield: Wiederaufbau des Neuen Museums Berlin[1]
- 2013: Lederer+Ragnarsdóttir+Oei: Kunstmuseum Ravensburg[2]
- 2015: Sauerbruch Hutton: Neubau der Immanuel-Kirche in Köln-Stammheim[3]
- 2017: Arbeitsgemeinschaft Diedorf (Hermann Kaufmann ZT GmbH, Schwarzach/Vorarlberg & Florian Nagler Architekten GmbH, München): Neubau des Schmuttertal-Gymnasiums Diedorf
- 2019: Bruno Fioretti Marquez: Umbau, Erweiterung und Sanierung des Schlosses Wittenberg[4]
- 2021: SMAQ Architektur und Stadt (Sabine Müller und Andreas Quednau): Wohnungsbauprojekt „Zusammen Wohnen“ Hannover[5]
- 2023: Gustav Düsing und Max Hacke: Studierendenhaus der Technischen Universität Braunschweig[6]